# Kenji Sekido
Kenji Sekido (født 7. januar 1990) er en japansk fodboldspiller, som spiller for den japanske fodboldklub Fagiano Okayama.